# Oshi no Ko
Oshi no Ko 1 (Originaltitel: 【推しの子】, auf Deutsch in etwa „Mein Lieblingsidol“ oder „Die Kinder des Idols“ bedeutend) ist eine Anime-Fernsehserie, die auf der gleichnamigen Mangareihe von Aka Akasaka und Mengo Yokoyari basiert.
Die Animeserie ist in den Gattungen Drama und Idol zu verorten. Die Handlung folgt den Zwillingen Aquamarine „Aqua“ und Ruby Hoshino, die beide unterschiedliche Ziele verfolgen. Während Ruby in die Fußstapfen ihrer früh verstorbenen Mutter Ai treten und ein Idol werden will, versucht Aqua, den Mörder der Mutter – den er in der Unterhaltungsbranche vermutet – zu finden und zur Rechenschaft zu ziehen. Zwei Dinge haben Aqua und Ruby gemein: Beide wurden wiedergeboren und haben dabei ihre Erinnerungen an ihr früheres Leben behalten.
Die erste, elf Episoden umfassende Staffel wurde zwischen dem 12. April und dem 28. Juni 2023 im japanischen Fernsehen gezeigt und wurde sowohl in Japan als auch international überwiegend positiv wahrgenommen, geriet aber auch aufgrund ihrer Darstellung eines Suizidversuchs in die Kritik.

## Handlung

### Vorgeschichte
Dr. Gorō Amemiya ist Gynäkologe an einem ländlich gelegenen Krankenhaus und ein bekennender Fan des aufstrebenden Idols Ai Hoshino. Sein Interesse an Hoshino wurde durch eine ehemalige Patientin, Sarina Tēndoji, die aufgrund eines Hirntumors bereits im Alter von 12 Jahren starb, geweckt. Eines Tages erhält er die Nachricht, dass sein Star aus unbekannten Gründen eine musikalische Auszeit nimmt. Den Grund erfährt er selbst, als sich Ai Hoshino bei ihm als Patientin vorstellt: Sie ist mit Zwillingen schwanger. Anfänglich zögernd, beschließt er später ihre Kinder sicher zur Welt zu bringen. Allerdings wird er von einem Stalker kurz vor der Geburt der Kinder ermordet.
Gorō erwacht überraschenderweise im Körper von Aquamarine Hoshino, einem der Kinder Ais, und hat die Erinnerungen an sein früheres Leben behalten. Auch seine Zwillingsschwester Ruby ist eine Wiedergeborene. Diese ist die Reinkarnation von Sarina. Gemeinsam leben sie mit ihrer Mutter Ai ein scheinbar normales Leben, wobei Aqua und Ruby als Kinder ihres Managers und Ziehvaters Ichigo Saitō ausgegeben werden müssen, da bei einem Bekanntwerden einer Mutterschaft die Karriere als Idol für Ai beendet wäre. Dennoch kommt Aqua sehr früh mit der Unterhaltungsbranche in Kontakt: An einem Set für die Produktion einer Fernsehserie trifft er auf den Regisseur Taishi Gotanda, der ihm und seiner Mutter alsbald die Rolle in einem Independent-Film anbietet. Am Filmset lernen Aqua und Ruby zudem die Kinderdarstellerin Kana Arima kennen. Durch die Teilnahme Ais an dem Film, welcher sich schnell als Erfolg entpuppt, wird diese immer bekannter und bekommt nun regelmäßig Angebote für Teilnahmen an Fernsehshows und Fotoshootings.
Als es den Anschein hat, dass es für die kleine Familie aufwärts geht, wird Ai vor den Augen ihres Sohnes von demselben Stalker, der bereits Gorō Amemiya getötet hat, umgebracht. Der Stalker begeht kurz darauf einen Suizidversuch, an dessen Folgen er später stirbt. Am Tag der Beerdigung beschließt Ruby, in die Fußstapfen ihrer Mutter zu treten und selbst ein Idol zu werden, während Aqua stattdessen versucht, den Auftraggeber des Attentats ausfindig zu machen, den er im engsten Kreis seiner Mutter vermutet.

### Gegenwart
Seit dem Mord an dem berühmten Idol Ai Hoshino sind knapp zehn Jahre vergangen. Aqua und Ruby besuchen inzwischen die Yōtō-Oberschule für Darstellende Künste. Während Ruby sich für den künstlerischen Zweig der Schule einschreibt, nimmt Aqua den regulären Bildungsweg der Schule wahr. An ihrer neuen Schule treffen die beiden auch Kana wieder. Aqua, der keine Motivation zeigt, als Schauspieler in der Entertainmentwelt aktiv zu sein, und stattdessen nebenbei für Regisseur Gotanda den Umgang mit Videobearbeitungsprogrammen erlernt, nimmt überraschenderweise ein Angebot für eine Rolle in einer Verfilmung der Mangareihe Heute will ich’s süß an, in der Kana die weibliche Hauptrolle spielt. Er erhofft sich von seiner Teilnahme an brauchbares Material für eine DNA-Analyse zu kommen, da er den Regisseur Masaya Kaburaki für seinen Vater und den Mörder hält. Kaburaki war einer von wenigen Personen, die persönlichen Kontakt zu Ai hatten.
Es stellt sich jedoch heraus, dass dieser nicht der leibliche Vater der Zwillinge ist. Kaburaki bietet Aqua Informationen über seine Mutter an, wenn er im Gegenzug an einer Reality-Datingshow teilnimmt. Am Filmset für die Datingshow Zeit für wahre Liebe kommt er unter anderem mit der YouTuberin MEM-cho und der Theaterschauspielerin Akane Kurokawa von der Gruppe Lalalay in Kontakt. Letztere wird aufgrund eines Vorfalls, der sich während den Dreharbeiten ereignet, Opfer eines massiven Shitstorms, in dessen Folge sie versucht, sich das Leben zu nehmen. Dies kann Aqua in letzter Minute verhindern. Zum Ende der Serie werden beide für die Öffentlichkeit zu einem Paar, sehr zum Missfallen von Kana, die ebenfalls Gefühle für Aqua hegt.
Währenddessen versucht Ruby über Castings eine Karriere als Idol zu starten, was von ihrem Bruder sabotiert wird. Auch als sie von einem Manager einer Underground-Idolgruppe gescoutet wird, kann Aqua aus dem Hintergrund intervenieren und Informationen von einem Mitglied besagter Gruppe sammeln. Da Rubys Wunsch, ein Idol zu werden, unerschütterlich bleibt, beschließt Miyako Saitō, die nach dem Verschwinden ihres Ehemanns Chefin der Agentur Ichigo Promotion wurde, nach zehn Jahren wieder eine Idolgruppe zu formieren.
Für die neue Gruppe kann zunächst Kana Arima rekrutiert werden, die nach ihrer Zeit als Kinderschauspielerin von ihrer Agentur fallen gelassen wurde und seitdem als freischaffende Schauspielerin arbeitet. Nach einem ersten Webvideoauftritt auf dem YouTube-Kanal eines bekannten YouTubers beschließt Ruby, dass der Name der neuen Gruppe B-Komachi lauten soll. B-Komachi war der Name der Idolgruppe, die ihre Mutter angehörte und die sich kurz nach deren Tod trennte. Nach den Dreharbeiten der Reality-Datingshow stößt die Webvideoproduzentin MEM-cho zum Duo. Diese wollte ursprünglich selbst ein Idol werden, doch ihr Traum platzte aufgrund unterschiedlicher Gründe, weswegen sie stattdessen anfing Videos auf YouTube und TikTok zu veröffentlichen.
Gemeinsam mit Pieyon, der für die Choreografie verantwortlich ist, arbeiten die drei auf ihr erstes Konzert hin, welches im Rahmen des Tokyo Idol Fest stattfinden soll. Allerdings verbirgt sich unter der Maske Pieyons Aqua, der so versucht mit Kana zu sprechen, nachdem diese begann ihn zu ignorieren. Das Konzert auf dem Musikfestival kann trotz großer Nervosität im Vorfeld erfolgreich gemeistert werden. In einem gemeinsamen Gespräch erklärt Aqua Kana, dass er sich als Pieyon ausgegeben habe, weil sie ihm aus dem Weg gegangen sei.
Aqua, Kana und Akane erhalten etwas später jeweils größere Rollen für eine 2.5D-Musical-Umsetzung des Franchises Tokyo Blade. Während Aqua und Akane in dem Stück für die Rollen des Tōki bzw. der Sayahime gecastet wurden, spielt Kana den Charakter Tsurugi. Während ein Teil des Casts von Kaburagi empfohlen wurde, besteht der andere Teil der Besetzung aus Theaterschauspielern der Gruppe Lalalay, zu der auch Akane gehört. Nachdem die Proben bereits im vollen Gange sind, besucht Abiko Samejima, die Schöpferin der Mangaserie, den Probeort. Diese zeigt sich sichtlich unzufrieden mit dem Drehbuch, da dieses trotz vorheriger Absprachen nicht ihren Vorstellungen entsprechend geschrieben wurde und droht, ihre Zustimmung zu widerrufen, sollte das Skript nicht grundlegend geändert werden. In einem Gespräch zwischen dem Raida, dem Produzenten des Theaterstücks, und Samejima kann schließlich ein Kompromiss gefunden werden, wodurch die Proben zwischenzeitlich ausgesetzt werden mussten.
Aqua, Akane und Kana besuchen die Mangaka Yoriko Kichijōji in der Hoffnung, dass diese auf Samejima einwirken kann. Diese gibt zu verstehen, dass ihre Kollegin sehr exzentrisch und stur bezüglich ihrer Werke ist. Aqua, der zuvor mit Akane ein Musical besuchte, überreicht ihr eine Eintrittskarte für dieses Theaterstück mit der Bitte, dieses ihrer Kollegin auszuhändigen. Dieses wurde vom gleichen Drehbuchautoren geschrieben, der sich auch für die Musicalumsetzung zu Tokyo Blade verantwortlich zeigte. In Samejimas Apartment eingetroffen sieht sie, wie sich ihre Kollegin überarbeitet, um das neueste Kapitel von Tokyo Blade rechtzeitig fertigzustellen. Kichijōji, die ihre Kollegin unter die Arme greift, überreicht ihrer Freundin am darauffolgenden Morgen den Umschlag mit der Eintrittskarte. Samejima beschließt sich das Theaterstück anzusehen und ist positiv überrascht. Raida, der Produzent von des Tokyo-Blade-Musicals erfährt von ihrer Anwesenheit und bittet sie um ein erneutes Gespräch. Sie vereinbaren, dass der ursprüngliche Drehbuchautor GOA das Stück neuschreiben darf unter der Bedingung, dass sie beim Schreibprozess als Supervisor anwesend ist.
Gemeinsam schaffen sie es, das Drehbuch des Stücks in einer Nacht komplett zu überarbeiten, sodass die Proben wieder aufgenommen werden können. Während ein Großteil der Besatzung sich erfreut über das neue Drehbuch zeigt, hat Aqua Angst den Erwartungen nicht gerecht zu werden. Kana rät ihm, seine Gefühle nicht zu unterdrücken, da dies sein Schauspiel beeinträchtige und schlägt vor, sowohl an schöne als auch traurige Erinnerungen zu denken. Allerdings kann er nur die Erinnerungen an den Tod seiner Mutter hervorrufen, wodurch er eine Panikattacke erleidet. Akane bringt Aqua zu Regisseur Gōtanda, der von seiner Vergangenheit weiß. Dieser erzählt ihr, dass Aqua aufgrund eines tragischen Vorfalls in seiner Kindheit an einer posttraumatischen Belastungsstörung leide, die lange psychologisch behandelt wurde. Durch diese Information findet sie heraus, dass Aqua und Ruby Ais Kinder sind. Das Theaterstück feierte schließlich eine erfolgreiche Premiere und die Darsteller feiern gemeinsam mit dem Produktionsteam das gelungene Werk. Aqua und Taiki überreden Toshirō Kindaichi mit ihnen die Feier zu verlassen und eine andere Bar aufzusuchen. Dort erfährt er von Kindaichi, wie die Gruppe Lalalay gegründet wurde und er zu den Gründungsmitgliedern gehörte. Allerdings kommen keine Details über die Kontakte zu Ai ans Tageslicht. Taiki und Aqua bringen den inzwischen betrunkenen Kindaichi in dessen Wohnung. Dort angekommen offenbart Aqua sein eigentliches Anliegen: Er überreicht Taiki einen DNA-Test aus dem hervorgeht, dass die beiden Halbgeschwister sind. Von Taiki erfährt Aqua schließlich, dass seine leiblichen Eltern Doppelsuizid begangen haben und er in einem Waisenhaus aufwuchs, bis er von Kindaichi adoptiert wurde. Aqua will den Worten seines Halbbruders zunächst nicht glauben versteht aber schnell, dass dieser die Wahrheit erzählt, woraufhin sich Aquas innerer Druck in Erleichterung ändert.
In der Zwischenzeit ist Ruby mit ihrer aktuellen Situation unzufrieden und bitte Miyako darum, einen neuen Song singen zu dürfen. Miyako gibt ihrer Adoptivtochter zu verstehen, dass das neue Lied noch nicht fertig ist. Es stellt sich heraus, dass der Produzent Himura, der bereits Lieder der früheren B-Komachi schrieb, an einer Schreibblockade leidet und mit den bisherigen Ergebnissen unzufrieden ist. Als er darüber nachdenkt, mit dem Schreiben von Liedern aufzuhören, erhält er eine Videonachricht von den neuen B-Komachi, die ihre Bewunderung ausdrücken und ihm aus seiner Blockade befreien. Als das neue Lied endlich fertig geschrieben ist, beschließen die Mitglieder von B-Komachi in die Präfektur Miyazaki zu fahren, um dort ein Musikvideo zu drehen. Aqua und Akane beschließen, die anderen auf die Fahrt zu begleiten, um sich von den Strapazen der Theateraufführung von Tokyo Blade zu erholen. Einen Tag vor der Abreise will Aqua die Scheinbeziehung mit Akane offiziell beenden. In diesem Zuge entsteht ein Gespräch, in der Aqua dessen eigentlichen Plan, seinen Vater für den Mord an dessen Mutter zur Rechenschaft zu ziehen, offenbart. Dieser habe sich aber durch den Suizid von Taikis Vater in Luft aufgelöst. Akane erkennt in Lücken in diesen Geständnis und ist der festen Überzeugung, dass Aquas Vater weiterhin am Leben ist, was sie im aber verschweigt.
In Miyazaki angekommen trifft die Gruppe auf die Webvideoproduzentin Anemone Monemone, die für den Dreh des Musikvideos verantwortlich ist. Während die Mitglieder von B-Komachi mit dem Dreh beschäftigt sind, besuchen Aqua und Akane aus Recherchezwecken das örtliche Krankenhaus, in dem Aqua in seinem vorherigen Leben arbeitete, und dessen alte Wohnung. Er erklärt ihr, dass ein alter Bekannter dort gearbeitet habe, der aber seit Jahren vermisst werde. Einige Tage später gehen Ruby und Akane gemeinsam vom Drehort zur Herberge. Auf dem Weg erzählt Ruby, dass sie in einen älteren Mann verliebt ist und sie den Namen der Gruppe deswegen gewählt, in der Hoffnung, dass er sie dadurch wiedererkennt. Als eine Krähe Rubys Schlüssel stiehlt und diese hinterherjagen, finden sie eine Höhle. Aus Neugier beschließen sie diese Höhle dort zu erkunden und finden dort aber die Leiche von Gorō Amemiya, sehr zu Rubys Entsetzen.

## Produktion
Die Produktion einer Anime-Fernsehserie basierend auf der Mangareihe Mein*Star von Aka Akasaka und Mengo Yokoyari wurde am 9. Juni 2022 bekannt gegeben. Die erste Staffel entstand unter der Regie von Daisuke Hiramaki im Animationsstudio Dōga Kōbō. Das Drehbuch stammt aus der Feder von Jin Tanaka, während Kanna Hirayama das Charakterdesign entwarf. Die Serienmusik wurde von Takurō Iga komponiert.
Die Synchronsprecher wurden durch ein Vorsprechen ermittelt, wobei für jeden Charakter ein eigenes Casting abgehalten wurde, die nahezu gleichzeitig stattfanden. Rie Takahashi erklärte später in einem Interview, dass sie sich ursprünglich für das Vorsprechen für die Rolle von Akane Kurokawa beworben habe, aber nicht für diese ausgewählt wurde. Stattdessen erhielt sie die Sprechrolle von Ai Hoshino, für die sie ebenfalls vorsprach. Für Yurie Igoma stellte die Sprechrolle als Ruby ihr Debüt als Anime-Synchronsprecherin dar. In einem Interview mit dem Produzenten Ryo Kobayashi erklärte dieser, dass Igoma für dieses Projekt aufgrund ihrer Unerfahrenheit gepasst habe, während Rie Takahashi aufgrund ihrer Erfahrung die Rolle der Ai Hoshino bekam. Takeo Ōtsuka bewarb sich für die Rollen des Dr. Amemiya sowie für den jungen und gegenwärtigen Aqua. Nach dem Vorsprechen erhielt er per Anruf die Anfrage, ob er die Rolle des gegenwärtigen Aqua sprechen wolle, was er zusagte.
Bezogen auf die Animationen erklärte Animationsregisseur Tomoya Atsumi, dass die Art und Weise, die Handlungen der Charaktere zu animieren, in vielen Fällen schwierig waren. Er habe am meisten Freude beim Zeichnen des Charakters Aqua gehabt, da seine Emotionen nicht von außen sichtbar seien, während die Darstellung von Kana Arima seiner Meinung nach besonders herausfordernd gewesen sind. Tetsuya Usami, der für die Hintergrundanimation verantwortlich war, arbeitete mit dem Studio bereits an der Anime-Umsetzung von Sing “Yesterday” for Me zusammen. In einem Interview mit Anitrendz.net sagte er bezogen auf die Frage, welcher Ort in der Serie ihm am meisten Freude bereitet habe, dass die Szenerie, in der Ai und Dr. Amemiya ein Gespräch auf dem Dach des Krankenhauses bei Nacht hielten, eine seiner Lieblingszenen gewesen sei. Währenddessen bezeichnete er die Farbgestaltung in der Szene, in der Ai von einem Stalker ermordet wird, als besonders anspruchsvoll. Zu den großen Herausforderungen, so Usami, zählte unter anderem die Ausbalancierung der Farbgestaltung in den verschiedenen Szenen.
Nach der Ausstrahlung der elften Episode am 28. Juni 2023 wurde offiziell bekanntgegeben, dass sich eine zweite Staffel in Produktion befindet. Am 26. November 2023 wurden erste Details zur zweiten Staffel bekannt gegeben. Das Produktionsteam, welches bereits an der Entstehung der ersten Staffel beteiligt war, blieb erhalten. Hinzu kam Ciao Nekotaki, der als assistierender Regisseur Daisuke Hiramaki unterstützte. Auch blieb der Sprechercast unverändert.
Die Produktion einer dritten Staffel wurde am 6. Oktober 2024 offiziell bestätigt, ohne dabei weitere Details zu nennen.

### Musik

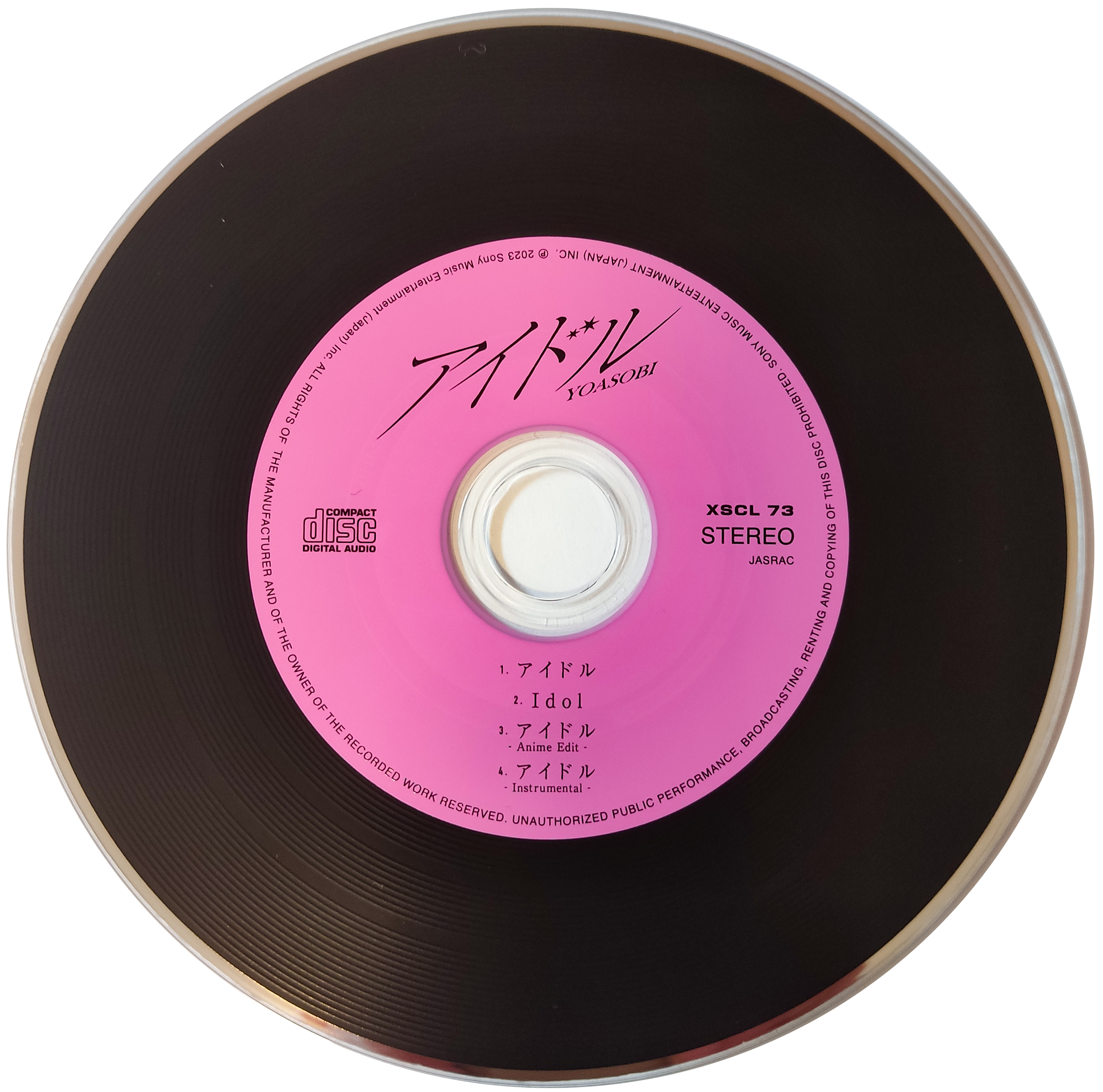
CD-Single von Idol.

Die Musik, die in der Serie zu hören ist, wurde von Takurō Iga komponiert.
Für das Lied im Vorspann der ersten Staffel wurde das japanische Popmusikduo Yoasobi ins Boot geholt, das das Lied Idol (アイドル Aidoru) produzierte und am 12. April 2023 gemeinsam mit dem Start der Serie veröffentlichte. In einem Interview mit Billboard Japan sagte Musikproduzent Ayase, dass er Fan der Mangavorlage gewesen sei und bereits vor ungefähr eineinhalb Jahren ein Demo basierend auf der Reihe geschrieben habe. Nachdem die Musiker die Anfrage erhalten hatten, die Vorspannmusik zu erarbeiten, wurde diese in die neue Version des Liedes integriert. In einem späteren Interview mit Patrick St. Michael von der japanischen Zeitung The Japan Times bezeichnete Ayase diesen Umstand als Schicksal.

„Ich war Fan der Mangareihe Mein*Star, bevor das Angebot reinkam […] hatte ich vor ein paar Jahren sogar bereits ein Demo angefertigt, die auf der Geschichte basiert, weswegen es sich fast schicksalshaft anfühlt, als man uns kontaktierte.“

Für die Abspannmusik der ersten Staffel zeichnete die japanische Rockband Queen Bee verantwortlich. Das Lied trägt den Titel Mephisto (メフィスト Mefisuto), geschrieben und komponiert von Sängerin Avu-chan.
Am 5. Juli 2023 erschienen drei Charaktersong-CDs mit Liedern, die in der ersten Staffel der Serie gespielt wurden. Am 28. September gleichen Jahres der offiziellen Seriensoundtracks auf physischer Ebene in Japan veröffentlicht. Eine digitale Version des 62 Lieder umfassenden Soundtracks wurde bereits am 28. Juni auf den Markt gebracht.
Die Vorspannsequenz der zweiten Staffel ist mit dem Lied Fatale des Musiker-Duos GENM unterlegt. In der Abspannsequenz ist ein Ausschnitt des Liedes Burning zu hören, welches von der Alternative-Rock-Band Hitsujibungaku gespielt wird.

#### Titelmusik
| Vor- und Abspanntitel |                |                          |
| Staffel               | Vorspann       | Abspann                  |
| 1                     | Yoasobi – Idol | Queen Bee – Mephisto     |
| 2                     | GENM – Fatale  | Hitsujibungaku – Burning |

### Chartplatzierungen
| Jahr | Titel                                                                   | Höchstplatzierung, Gesamtwochen, AuszeichnungChartplatzierungen (Jahr, Titel, , Platzierungen, Wochen, Auszeichnungen, Anmerkungen) | Höchstplatzierung, Gesamtwochen, AuszeichnungChartplatzierungen (Jahr, Titel, , Platzierungen, Wochen, Auszeichnungen, Anmerkungen) | Höchstplatzierung, Gesamtwochen, AuszeichnungChartplatzierungen (Jahr, Titel, , Platzierungen, Wochen, Auszeichnungen, Anmerkungen) | Anmerkungen                                                           |
| Jahr | Titel                                                                   | JP | KR | SG | Anmerkungen                                                           |
| ---- | ----------------------------------------------------------------------- | --- | --- | --- | --------------------------------------------------------------------- |
| 2023 | Idol Yoasobi                                                            | JP2 ×2Doppelplatin (Digital) + Diamant (Streaming) · (10 Wo.)JP                                                                     | KR68 KR (28 Wo.)KR | SG10 SG (12 Wo.)SG | Erstveröffentlichung: 12. April 2024 (Digital) 21. Juni 2023 (CD)     |
| 2023 | Mephisto Queen Bee                                                      | JP16 Gold (Streaming) · (16 Wo.)JP                                                                                                  | — | — | Erstveröffentlichung: 20. April 2023 (Digital) 17. Mai 2023 (CD)      |
| 2023 | [Oshi no Ko] Character Song CD Vol. 1 Ai Hoshino                        | JP12 (11 Wo.)JP | — | — | Erstveröffentlichung: 05. Juli 2023                                   |
| 2023 | [Oshi no Ko] Character Song CD Vol. 2 Ruby Hoshino, Kana Arima, Mem-cho | JP16 (11 Wo.)JP | — | — | Erstveröffentlichung: 05. Juli 2023                                   |
| 2023 | [Oshi no Ko] Character Song CD Vol. 3 Pieyon, Kana Arima                | JP18 (8 Wo.)JP | — | — | Erstveröffentlichung: 05. Juli 2023                                   |
| 2024 | Burning Hitsujibungaku                                                  | JP35 (… Wo.)JP | — | — | Erstveröffentlichung: 03. Juli 2024 (Digital) 28. August 2024 (CD)    |
| 2024 | Fatale GEMN                                                             | JP5 (… Wo.)JP | — | — | Erstveröffentlichung: 04. Juli 2024 (Digital) 04. September 2024 (CD) |
| 2024 | [Oshi no Ko] Character Song CD Vol. 4 Ruby Hoshino, Kana Arima, Mem-cho | JP27 (… Wo.)JP | — | — | Erstveröffentlichung: 09. Oktober 2024                                |

### Synchronisation
Die deutsche Synchronfassung der ersten Staffel entsteht in den Oxygen Sound Studios in Berlin. Als Synchronregisseur wurde Bartosz Bludau verpflichtet, welcher sich auch für das Dialogbuch verantwortlich zeigt. Zudem wurde bekannt gegeben, dass die Lieder, die in der Serie zu hören sind, eine deutschsprachige Lokalisierung erhalten.
| Rolle              | Japanische Stimme (Seiyū)                           | Deutsche Stimme                                          |
| ------------------ | --------------------------------------------------- | -------------------------------------------------------- |
| Aquamarine Hoshino | Takeo Ōtsuka (jugendlich) Yumi Uchiyama (Kleinkind) | Ricardo Richter (jugendlich) Doreaux Zwetkow (Kleinkind) |
| Ruby Hoshino       | Yurie Igoma                                         | Helen Blaschke                                           |
| Ai Hoshino         | Rie Takahashi                                       | Lina Rabea Mohr                                          |
| Dr. Gorō Amemiya   | Kent Itō                                            | Vincent Fallow                                           |
| Sarina Tendōji     | Tomoyo Takayanagi                                   | Daniela Molina                                           |
| Kana Arima         | Megumi Han                                          | Moira May                                                |
| Akane Kurokawa     | Manaka Iwami                                        | Laura Oettel                                             |
| MEM-cho            | Rumi Okubo                                          | Samina König                                             |
| Ichigo Saitō       | Hisao Egawa                                         | Marco Wittorf                                            |
| Miyako Saitō       | Lynn                                                | Anne Düe                                                 |
| Taishi Gotanda     | Yasuyuki Kase                                       | Nick Forsberg                                            |
| Taiki Himekawa     | Kōki Uchiyama                                       |                                                          |
| Melt Narushima     | Seiji Maeda                                         |                                                          |
| Sakuya Kamoshida   | Yūsuke Kobayashi                                    |                                                          |
| Toshirō Kindaichi  | Tomoyuki Shimura                                    |                                                          |
| Abiko Samejima     | Ayane Sakura                                        |                                                          |
| GOA                | Daisuke Ono                                         |                                                          |
| Tsukuyomi          | Hina Kino                                           |                                                          |
| Hikaru Kamiki      | Mamoru Miyano                                       |                                                          |

## Ausstrahlung
Die erste Folge der Serie – Eine Mutter und ihre Kinder (Originaltitel: 母と子 Haha to Ko) – wurde offiziell am 12. April 2023 im japanischen Fernsehen unter anderem auf Tokyo MX und AT-X gezeigt. Eine erste, landesweite Ausstrahlung fand im Rahmen einer Filmvorführung am 17. März in 50 Kinos statt. In Deutschland fand eine Vorabvorführung der ersten Folge am 1. und 2. April 2023 im Mathäser-Filmpalast in München und im Cinedom in Köln statt. In den Vereinigten Staaten fand eine Vorab-Premiere am 7. April, fünf Tage vor offizieller Erstausstrahlung, im Rahmen der Anime-Boston-Convention statt. Laut einer Spezialfolge, die am 31. Mai 2023 gezeigt wurde, war es das erste Mal in der Anime-Geschichte, dass eine Pilotfolge einer Anime-Fernsehserie zuerst im Kino gezeigt wurde.
Im englischsprachigen Raum wurde die erste Staffel vom 12. April bis zum 28. Juni 2023 auf HiDive im Simulcast mit englischen Untertiteln gezeigt. In Südostasien erfolgte die Ausstrahlung der ersten zwölf Episoden auf dem YouTube-Kanal Ani-One; in Indien wurde die erste Staffel auf Netflix angeboten. Im deutschsprachigen Raum wurden die elf Episoden der ersten Staffel sowie die Zusatzfolge auf AkibaPass TV im Simulcast mit deutschen Untertiteln gezeigt, nachdem peppermint anime die erste Staffel lizenzieren konnte. Am 17. Juli 2023 wurde bekannt gegeben, dass alle elf Episoden der ersten Staffel am 22. Juli gleichen Jahres kostenfrei auf der Videoplattform Nico Nico Live ausgestrahlt werden.
Am 2. Juli 2023 wurde bekannt gegeben, dass HiDive die zweite Staffel der Serie für den englischsprachigen Raum lizenziert habe und diesen in Originalton mit englischen Untertiteln zeigt. Im November 2023 wurde angekündigt, dass die zweite Staffel im Laufe des Jahres 2024 im japanischen Fernsehen gezeigt werde, ohne dabei einen genauen Zeitraum zu nennen. Am 24. März 2024 wurde im Rahmen der AnimeJapan bestätigt, dass die zweite Staffel ab Juli im japanischen Fernsehen startet. Im April 2024 wurde bekannt, dass die erste Episode am 30. Juni vorab im japanischen Fernsehen gezeigt werde. Im April 2024 gab peppermint anime die Lizenzierung der zweiten Staffel für den deutschsprachigen Raum bekannt und zeigt diese auf AkibaPass TV im Simulcast. Im Rahmen eines Livestreaming-Events im Mai 2024 kündigte peppermint an, die erste Episode der zweiten Staffel gemeinsam mit den Folgen zehn und elf der ersten Staffel am 30. Juni 2024 in ausgewählten Kinos zu zeigen. Offiziell startete die zweite Staffel am 3. Juli 2024 im japanischen Fernsehen und endete am 6. Oktober gleichen Jahres.

## Veröffentlichung
Der deutsche Anime-Publisher peppermint gab am 4. August 2023 im Rahmen der AnimagiC bekannt, dass die erste Staffel der Serie eine Blu-ray-Veröffentlichung in zwei Volumes erhält. Eine Veröffentlichung ist für Juni des Jahres 2024 angesetzt. Die erste Disc enthält die ersten vier Episoden, die Zweite die Folgen fünf bis elf. Kurz nach Herausgabe der ersten Blu-ray am 21. Juni 2024 gab der Publisher bekannt, dass bei der Produktion Fehler entstanden sind. So fehlte in zwei Szenen die Synchronspur. peppermint kündigte an, mit Herausgabe der zweiten Disc am 16. August 2024 eine Austausch-Disc an alle Vorbesteller zu versenden.
Auf der AnimagiC 2024 gab peppermint bekannt, die zweite Staffel der Animeserie auf Blu-ray zu veröffentlichen.

## Analyse
In ihrer Besprechung der ersten Staffel des Anime für die Online-Plattform Anitrendz analysierte Gracie Qu die wichtigsten Charaktere der Serie. So repräsentiere Aqua die Schattenseiten der Unterhaltungsindustrie aufgrund der Prämisse, dass er seine Erinnerungen an sein früheres Leben als Dr. Amemiya behalten hat und deswegen einen scharfen Verstand besitzt, weshalb er der perfekte Protagonist sei, um Ungerechtigkeiten und Missbrauchsfälle in der Branche aufzudecken. Des Weiteren sei Aqua ein Spiegelbild für die Probleme innerhalb der Unterhaltungsbranche. Die Serie erinnere den Zuschauer stetig daran, dass Aqua im Innern eigentlich ein Erwachsener ist, der eine gewisse Obsession für eine minderjährige Prominente entwickelt hat, von der er eigentlich kaum etwas weiß, weswegen seine Handlungen mit anderen minderjährigen Schauspielern ethisch zu hinterfragen seien. Er sei aufgrund seiner Hintergrundgeschichte ein moralisch sehr fragwürdiger Charakter.
Während Aqua die dunkle Seite der Unterhaltungsindustrie verkörpere, repräsentieren die drei weiblichen Hauptcharaktere Ruby, Kana und Akane die bessere Seite der Branche. Ruby stehe für die Hoffnung und Inspiration, welche die Unterhaltungsbranche Menschen geben kann, auch wenn diese sich gerade in einer persönlichen Krise befinden. Kana verkörpere die harte Arbeit und Entschlossenheit, sich in der Branche durchzusetzen, während Akane für die angeborenen Fähigkeiten und Hingabe der Unterhaltung steht.

## Episoden
Die erste, offiziell elf Episoden umfassende Staffel wurde zwischen dem 12. April und dem 28. Juni 2023 im japanischen Fernsehen gezeigt. Nachdem sich die Ausstrahlung der achten Episode um eine Woche verzögerte, wurde eine Spezialfolge mit offiziellen Kommentaren von Takeo Ōtsuka und Yurie Igoma – den Synchronsprechern von Aqua und Ruby – gezeigt, die die bisherige Handlung bis zur siebten Episode zusammenfasste.
Offiziell startete die 13-teilige zweite Staffel am 3. Juli 2024 in Japan. Am 28. August 2024 wurde mitgeteilt, dass sich die Ausstrahlung der zehnten Folge um eine Woche verschoben und stattdessen eine Recap-Episode eingeschoben werde, die die bisherige Handlung zusammenfasst. Am 25. September 2024 wurde kommuniziert, dass das Finale der zweiten Staffel um vier Tage nach hinten verschoben wurde und am 6. Oktober 2024 im japanischen Fernsehen gesendet wird. Ebenso ist die internationale Ausstrahlung im Simulcast von der Verschiebung betroffen.
| Staffel | Episodenanzahl | Erstausstrahlung in Japan | Erstausstrahlung in Japan | Deutschsprachige Erstausstrahlung | Deutschsprachige Erstausstrahlung |
| Staffel | Episodenanzahl | Staffelpremiere           | Staffelfinale             | Staffelpremiere                   | Staffelfinale                     |
| ------- | -------------- | ------------------------- | ------------------------- | --------------------------------- | --------------------------------- |
| 1       | 11+1           | 12. April 2023            | 28. Juni 2023             | 12. April 2023 (Simulcast, OmU)   | 28. Juni 2023 (Simulcast, OmU)    |
| 2       | 13+1           | 03. Juli 2024             | 06. Oktober 2024          | 03. Juli 2024 (Simulcast, OmU)    | 06. Oktober 2024 (Simulcast, OmU) |
| 3       | unbekannt      | unbekannt                 | unbekannt                 | unbekannt                         | unbekannt                         |

## Erfolg
Bereits kurz nach der Ausstrahlung der ersten Folge wurde Oshi no Ko mehr als positiv wahrgenommen. Nutzer der Ranking-Plattform MyAnimeList wählten die Serie auf Platz eins der erfolgreichsten Animeserien aller Zeiten. Auch der englischsprachige Streamingdienst HiDive gab bekannt, dass die erste Folge zum meistgesehen Video des Dienstes seit dessen Gründung avancierte.
Der Erfolg der Animeserie hatte ebenfalls positive Auswirkungen auf die Verkaufszahlen der Mangareihe, die sich in der Zeitperiode, während der Anime gezeigt wurde, von 4,5 Millionen auf neun Millionen verkaufte Exemplare verdoppeln konnten. Am 10. Juli 2023 wurde verkündet, dass sich die Verkaufszahlen der Mangareihe im Ausstrahlungszeitraum der ersten Staffel mehr als verzweieinhalbfacht habe und inzwischen mehr als zölf Millionen Kopien in Japan im Umlauf sind. Auch an dem kommerziellen Erfolg der Single Idol von Yoasobi hatte der Anime einen gewissen Anteil: So wurde das Musikvideo, welches ebenfalls im Studio Dōga Kōbō unter der Regie von Naoya Nakayama entstand und Kanna Hirayamas Charakterdesigns verwendet, binnen 36 Tagen mehr als 100 Millionen Mal auf YouTube angesehen und konnte nach knapp zwei Monaten die 200-Millionen-Marke übertreffen.
Der Pieyon Boot Dance (ぴえヨンブートダンス Pieyon Būto Dansu) aus der fünften Episode des Anime ging in den sozialen Medien viral und führte zu zahlreichen Nachahmern, die eigene Versionen des Workouts drehten und auf Video-Plattformen wie YouTube und TikTok hochluden. Ein Video, das auf der offiziellen YouTube-Präsenz des Anime hochgeladen wurde, zeigt den japanischen Bodybuilder Naotaka Yokokawa und Rubys Synchronsprecherin Yurie Igoma bei der Durchführung des Workouttanzes. Zunächst als Aprilscherz gemeint, gab ein japanischer Backwarenhersteller bekannt, mit Kana Arima, einem Charakter der Serie, zusammenzuarbeiten, um Backsoda zu bewerben. Vorausgegangen war eine Szene in der ersten Folge, in der Ruby missverständlicherweise behauptet, dass Kana als „begate Kinderschauspielerin, die an Natron leckt“ (jūsō wo nameru tensai koyaku) bekannt ist, und von dieser korrigiert wird. Sie ist „die begabte Kinderdarstellerin, die auf Ansage binnen zehn Sekunden weinen kann“ (ū-byō de nakeru tensai koyaku). Im Japanischen klingen beide Sätze sehr ähnlich.
Obwohl der Anime sowohl auf nationaler als auch auf internationaler Ebene zu den Überraschungshits des Jahres avancierte, konnten von der ersten Blu-ray- und DVD-Box der Anime-Fernsehserie laut Oricon lediglich knapp 8.400 Einheiten innerhalb der ersten Woche nach der Veröffentlichung in Japan abgesetzt werden. In seinem Geschäftsbericht für das zweite Quartal 2024 erklärte Kadokawa, dass Oshi no Ko, alleine auf den Anime bezogen, rund vier Milliarden Yen – was etwa 18,3 Millionen Euro entspricht – erwirtschaftet habe und somit der kommerziell erfolgreichste Titel des Unternehmens ist. Der Anime dominierte bereits die Unternehmensumsatzzahlen des 3. Quartales des Fiskaljahres 2023 und war mit knapp vier Milliarden Yen Kadokawas umsatzstärkster Titel des gesamten Geschäftsjahres 2023.

## Kritik

### Besprechungen
In einem Artikel des deutschen Koneko-Magazins heißt es, dass sowohl der Anime als auch die Mangaserie nicht nur einen kritischen Blick auf die japanische Unterhaltungsbranche werfe, sondern auch eine philosophische Frage aufgreife. Diese lautet, wie sehr man sich selbst belügen müsse, bis man dies schließlich als Wahrheit wahrnimmt, und ob es dann noch eine Lüge sei, wenn es schließlich so weit ist. Neben dem kritischen Einblick in die Entertainmentindustrie verfolgt die Serie zudem die Aufklärung eines Mordes.
Laura Orsini schrieb in ihrer Kritik für Anime News Network zu den ersten beiden Episoden der Animeserie, dass diese dem Zuschauer eine wirkungsvolle Kombination aus dem Glitzer der Unterhaltungsbranche, aber auch eine düstere Dunkelheit dahinter anbiete. Orsini habe das Gefühl, dass der Zuschauer dennoch nicht an der Oberfläche der Entertainmentindustrie kratze. Richard Eisenbeis setzte Oshi no Ko in der Kolumne The Best and Worst Anime des Frühjahres 2023 auf Platz zwei und lobte das Konzept der Serie, die ein kritisches Licht auf die Entertainmentindustrie wirft. Die Zwillinge Aqua und Ruby sieht Eisenbeis als Gegensätze: Während Aqua die dunkle Seite, Korruption und Hintertürpolitik verkörpere, repräsentiere Ruby die positiven Seiten der Unterhaltungsbranche. Laut Eisenbeis mache die Dichotomie der Geschichten rund um Aqua und Ruby den Anime besonders. Ali Griffiths lobte in seiner Besprechung die realistische Darstellung der Produktion einer Reality-Datingshow und die Hintergründe um Akanes Cybermobbing. Er schreibt, dass man die Serie zwingend gesehen haben muss. David Opie stellte eine Änderung des Inhalts der übrigen Serie im Vergleich zu der Pilotfolge fest und befand, dass sich die Serie dadurch „nicht mehr eindeutig von anderen Animeserien abhebe, wie sie es mit der ersten Folge tat.“ Gracie Qu lobte in ihrer Besprechung zur ersten Staffel des Anime für die Online-Plattform Anitrendz die gut geschriebenen Charaktere, vor allem aber des weiblichen Hauptcasts, die keinesfalls die Bühne für den männlichen Hauptprotagonisten ebnen, sondern mit mehr Respekt und Wichtigkeit bedacht werden. Während diese auf die Vorlage zurückzuführen sind, sorge die visuelle Ausrichtung des Anime für eine Verbesserung des Mangas. Das Charakterdesign profitiere von der Betonung der Augen, was durch die Nutzung interessanter Kamerawinkel optimiert werde. Auch die synchronsprecherliche Leistung von Megumi Han als Kana, Manaka Iwami als Akane, Yurie Igoma als Ruby und Takeo Ōtsuka wurde positiv wahrgenommen, auch wenn man Igomas Unerfahrenheit als Anfängerin nicht wegdiskutieren könne.
Vixal Plane bezeichnete den Auftritt des Charakters Pieyon, eines muskelbepackten YouTubers, der sein Gesicht unter einer Gummientenmaske verbirgt, als wahrscheinlich größten „WTF-Moment“ der Serie, wobei er dies nicht negativ meint, sondern den Charakter als bizarr und brillant beschreibt. In der Szene, in der er mit Kana und Ruby einen einstündigen Workout als Zusammenarbeit aufnimmt und bei Nichtbestehen geschönt wird, werfe laut Plane ein Licht in der Welt der Streamingzusammenarbeiten. Auch lobte er die Macher der Manga- und Animeserie, da sie mit dem Auftritt Pieyons bestes Eigenmarketing betrieben habe, was sein Artikel beweise.
Laut Takuto Ueda vom japanischen Ableger des US-amerikanischen Musikmagazins Billboard zeige der Anime sowohl die glitzernde Oberfläche als auch als die dunkle Seite der Unterhaltungsindustrie in einer unverblümt realistischen Sichtweise. Sängerin Ikura zeigte sich von der realistischen Darstellung der Licht- und Schattenseite der japanischen Unterhaltungsbranche überrascht und ist der Überzeugung, dass die Animeserie die Sicht auf die Entertainmentindustrie weltweit verändern könne. Musikproduzent Ayase sagte, dass die Leute die Geschichte trotz ihres Detailreichtums lediglich als Fiktion abstempeln werden. Er selbst erklärte, dass die Realität in der Branche wesentlich düsterer sei.

### Kontroverse um die sechste Episode
Trotz der überwiegend positiven Wahrnehmung wurde die Serie aufgrund der sechsten Episode und deren Inhalt als verstörend kritisiert. In dieser Folge sieht sich die Jungschauspielerin Akane Kurokawa einem massiven Shitstorm ausgesetzt, nachdem diese beim Dreh einer Reality-Fernsehserie eine Kollegin versehentlich im Gesicht verletzt hat und infolge der stetig wachsenden Anzahl negativer Kommentare und Todeswünsche seitens der Zuschauer versuchte, sich das Leben zu nehmen. Auf den Plattformen Anime News Network und Comic Book Resources wurde die Handlung der Folge mit dem Suizidfall Hana Kimura verglichen, die sich infolge von monatelangem, massivem Cyberbullying am 23. Mai 2020 im Alter von 22 Jahren das Leben nahm.
Wenige Tage nach Sendung der sechsten Episode, Egosurfing, meldete sich die ehemalige Wrestlerin und Mutter Hanas, Kyōko Kimura, zu Wort und kritisierte die Macher der Serie scharf. In einem Kommentar schrieb sie, dass die Nutzung einer wahren Geschichte Freunde, Bekannte und Angehörige Hanas schwer getroffen habe, und äußerte ihren Unmut über den Ausstrahlungszeitraum der Folge. Außerdem warf sie den Produzenten vor, Kapital aus dem Tod ihrer Tochter schlagen zu wollen, indem sie unter anderem in der Folge Kommentare mit demselben Wortlaut zeigten wie die, die Hana vor ihrem Selbstmord erhalten hatte.
Seit der Veröffentlichung des Briefes erhielt Kimura von Zuschauern der Serie in Japan immer wieder Drohschreiben und Schmähbriefe, sodass letztendlich eine Beschwerde an die Broadcasting Ethics & Program Improvement Organization, kurz BPO, gerichtet wurde, um sich an die Verfasser der Kommentare zu wenden.
Der Lizenzhalter für die englischsprachige Version, Sentai Filmworks, fügte nach Ausstrahlung der sechsten Folge einen Warnhinweis und die Telefonnummer der nationalen Suizidpräventionshotline hinzu.

### Anfeindungen gegenüber Synchronsprechern
Oshi no Ko erhielt eine englischsprachige Vertonung, welche seitens der Fangemeinde gemischt wahrgenommen wurde. Während es lobende Stimmen für die wortgenaue Übersetzung und der Performance der Synchronsprecher gab, wurde das Abmischen des Klangs und die Interpretation einzelner Charaktere negativ aufgefasst. So etwa die Interpretation des Charakters Akane Kurokawa, die im japanischen Original als ruhiges und introvertiertes Mädchen beschrieben wird. Einige Fans kritisierten die US-amerikanische Synchronsprecherin Kristen McGuire, die in der englischen Synchronfassung Akane spricht, dass ihre Interpretation das absolute Gegenteil darstelle und so der wahre Charakter Akanes nicht eingefangen werde. Ebenfalls wurde kritisiert, dass McGuires Stimme aufgrund der Abmischung harsch herüber komme. Vereinzelte Stimmen warfen dem Team hinter der Synchronisation vor, die Vorlage respektlos zu behandeln und Whitewashing – bezogen auf die Interpretation des Charakters Akane – zu betreiben.
Kristen McGuire und ihr Kollege Jack Stansbury, welcher in der Serie Aqua Hoshino spricht, reagierten auf die Vorwürfe und gaben jeweils ein Statement ab.

## Auszeichnungen und Nominierungen
| Jahr | Auszeichnung                         | Kategorie                                          | für                     | Resultat   | Quellen         |
| ---- | ------------------------------------ | -------------------------------------------------- | ----------------------- | ---------- | --------------- |
| 2023 | AT-X                                 | Top Anime Ranking                                  | Oshi no Ko              | Gewonnen   | [ 85 ]          |
| 2023 | A-TX 25th Anniversary                | Lieblingsserie                                     | Oshi no Ko              | 3. Platz   | [ 86 ]          |
| 2023 | A-TX 25th Anniversary                | Vorgeschlagene Serie                               | Oshi no Ko              | 7. Platz   | [ 86 ]          |
| 2023 | A-TX 25th Anniversary                | Lieblings-Animesong                                | Idol                    | Gewonnen   | [ 86 ]          |
| 2023 | Anime Song Awards                    | Best Work Award                                    | Idol                    | Gewonnen   | [ 87 ]          |
| 2023 | Anime Song Awards                    | Best Anime Song Award                              | Idol                    | Gewonnen   | [ 87 ]          |
| 2023 | IGN Awards                           | Beste Animeserie                                   | Oshi no Ko              | Nominiert  | [ 88 ]          |
| 2023 | Japan Record Awards                  | Composition Award                                  | Idol                    | Gewonnen   | [ 89 ]          |
| 2023 | Newtype Anime Awards                 | Best Character (Female)                            | Ai Hoshino              | Nominiert  | [ 90 ]          |
| 2023 | Newtype Anime Awards                 | Best Character (Female)                            | Ruby Hoshino            | Nominiert  | [ 90 ]          |
| 2023 | Newtype Anime Awards                 | Bester Synchronsprecher                            | Rie Takahashi           | 2. Platz   | [ 90 ]          |
| 2023 | Newtype Anime Awards                 | Bestes Titellied                                   | Idol                    | 2. Platz   | [ 90 ]          |
| 2023 | Spring 2023 Anime Awards             | Favorite Drama                                     | Oshi no Ko              | Gewonnen   | [ 91 ]          |
| 2023 | Spring 2023 Anime Awards             | Favorite Opening Theme Song                        | Idol                    | Gewonnen   | [ 91 ]          |
| 2023 | Spring 2023 Anime Awards             | Favorite Female Character                          | Kana Arima              | Gewonnen   | [ 91 ]          |
| 2023 | Spring 2023 Anime Awards             | Favorite Supporting Female Character               | Kana Arima              | Gewonnen   | [ 91 ]          |
| 2023 | U-Can New Words and Buzzwords Awards | –                                                  | Oshi no Ko 2            | Nominiert  | [ 92 ]          |
| 2023 | Yahoo! Japan Search Awards           | Anime-Kategorie                                    | Oshi no Ko              | Gewonnen   | [ 93 ]          |
| 2023 | Yahoo! Japan Search Awards           | Musik-Kategorie                                    | Idol                    | Gewonnen   | [ 93 ]          |
| 2024 | AnimaniA Awards                      | Beste TV-Serie: Online                             | Oshi no Ko              | Nominiert  | [ 94 ] [ 95 ]   |
| 2024 | AnimaniA Awards                      | Bester Anime-Song                                  | Idol                    | Nominiert  | [ 94 ] [ 95 ]   |
| 2024 | Anime Trending Awards                | Anime of the Year                                  | Oshi no Ko              | 2. Platz   | [ 96 ]          |
| 2024 | Anime Trending Awards                | Drama Anime of the Year                            | Oshi no Ko              | Gewonnen   | [ 96 ]          |
| 2024 | Anime Trending Awards                | Mystery or Psychological Anime of the Year         | Oshi no Ko              | 2. Platz   | [ 96 ]          |
| 2024 | Anime Trending Awards                | Best in Adapted Screenplay                         | Oshi no Ko              | Gewonnen   | [ 96 ]          |
| 2024 | Anime Trending Awards                | Best in Character Design                           | Oshi no Ko              | Gewonnen   | [ 96 ]          |
| 2024 | Anime Trending Awards                | Best in Voice Cast 3                               | Oshi no Ko              | Gewonnen   | [ 96 ]          |
| 2024 | Anime Trending Awards                | Opening Theme Song of the Year                     | Idol                    | Gewonnen   | [ 96 ]          |
| 2024 | Anime Trending Awards                | Best Ending Theme Song of the Year                 | Mephisto                | 4. Platz   | [ 96 ]          |
| 2024 | Anime Trending Awards                | Girl of the Year                                   | Kana Arima              | Gewonnen   | [ 96 ]          |
| 2024 | Anime Trending Awards                | Girl of the Year                                   | Akane Kurokawa          | 4. Platz   | [ 96 ]          |
| 2024 | Anime Trending Awards                | Supporting Girl of the Year                        | Kana Arima              | Gewonnen   | [ 96 ]          |
| 2024 | Anime Trending Awards                | Supporting Girl of the Year                        | Akane Kurokawa          | 2. Platz   | [ 96 ]          |
| 2024 | Anime Trending Awards                | Boy of the Year                                    | Aqua Hoshino            | 3. Platz   | [ 96 ]          |
| 2024 | Crunchyroll Anime Awards             | Anime des Jahres                                   | Oshi no Ko              | Nominiert  | [ 97 ] [ 98 ]   |
| 2024 | Crunchyroll Anime Awards             | Beste neue Serie                                   | Oshi no Ko              | Nominiert  | [ 97 ] [ 98 ]   |
| 2024 | Crunchyroll Anime Awards             | Bester Drama                                       | Oshi no Ko              | Nominiert  | [ 97 ] [ 98 ]   |
| 2024 | Crunchyroll Anime Awards             | Beste Regie                                        | Daisuke Hiramaki        | Nominiert  | [ 97 ] [ 98 ]   |
| 2024 | Crunchyroll Anime Awards             | Bestes Charakterdesign                             | Kanna Hirayama          | Nominiert  | [ 97 ] [ 98 ]   |
| 2024 | Crunchyroll Anime Awards             | Beste Art Direction                                | Tetsuya Usami           | Nominiert  | [ 97 ] [ 98 ]   |
| 2024 | Crunchyroll Anime Awards             | Bester Soundtrack                                  | Takuro Iga              | Nominiert  | [ 97 ] [ 98 ]   |
| 2024 | Crunchyroll Anime Awards             | Bester Nebencharakter                              | Kanna Arima             | Nominiert  | [ 97 ] [ 98 ]   |
| 2024 | Crunchyroll Anime Awards             | Bester Animesong                                   | Idol                    | Gewonnen   | [ 97 ] [ 98 ]   |
| 2024 | Crunchyroll Anime Awards             | Bester Vorspann                                    | Idol                    | Nominiert  | [ 97 ] [ 98 ]   |
| 2024 | Crunchyroll Anime Awards             | Bester Abspann                                     | Mephisto                | Nominiert  | [ 97 ] [ 98 ]   |
| 2024 | Crunchyroll Anime Awards             | Beste synchronsprecherliche Leistung (Französisch) | Martin Faliu (als Aqua) | Nominiert  | [ 97 ] [ 98 ]   |
| 2024 | Japan Expo Awards                    | Daruma – Meilleur Anime                            | Oshi no Ko              | Nominiert  | [ 99 ]          |
| 2024 | Japan Expo Awards                    | Daruma – Meilleur Anime à Suspense                 | Oshi no Ko              | Nominiert  | [ 100 ]         |
| 2024 | Japan Expo Awards                    | Daruma – Meilleure Bande originale                 | Oshi no Ko              | Nominiert  | [ 101 ]         |
| 2024 | Japan Expo Awards                    | Daruma – Meilleur Opening                          | Idol                    | Gewonnen   | [ 102 ] [ 103 ] |
| 2024 | Japan Expo Awards                    | Daruma – Meilleur Ending                           | Mephisto                | Nominiert  | [ 104 ]         |
| 2024 | Reddit Anime Awards                  | Best Charakter Design – Publikumspreis             | Oshi no Ko              | Gewonnen   | [ 105 ]         |
| 2024 | Reddit Anime Awards                  | Best Soundtrack – Publikumspreis                   | Oshi no Ko              | Gewonnen   | [ 105 ]         |
| 2024 | Reddit Anime Awards                  | Best OP – Publikumspreis                           | Idol                    | Gewonnen   | [ 105 ]         |
| 2024 | Reddit Anime Awards                  | Best ED – Publikumspreis                           | Mephisto                | Gewonnen   | [ 105 ]         |
| 2024 | Tokyo Anime Awards Festival          | Anime des Jahres – Fernsehserie                    | Oshi no Ko              | Gewonnen   | [ 106 ]         |
| 2025 | Anime Trending Awards                | Anime of the Year                                  | Oshi no Ko              | Ausstehend | [ 107 ]         |
| 2025 | Anime Trending Awards                | Drama Anime of the Year                            | Oshi no Ko              | Ausstehend | [ 107 ]         |
| 2025 | Anime Trending Awards                | Mystery or Psychological Anime of the Year         | Oshi no Ko              | Ausstehend | [ 107 ]         |
| 2025 | Anime Trending Awards                | Best in Soundtrack                                 | Oshi no Ko              | Ausstehend | [ 107 ]         |
| 2025 | Anime Trending Awards                | Best in Animation 4                                | Oshi no Ko              | Ausstehend | [ 107 ]         |
| 2025 | Anime Trending Awards                | Opening Theme Song of the Year                     | Fatale                  | Ausstehend | [ 107 ]         |
| 2025 | Anime Trending Awards                | Ending Theme Song of the Year                      | Burning                 | Ausstehend | [ 107 ]         |
| 2025 | Anime Trending Awards                | Boy of the Year                                    | Aqua Hoshino            | Ausstehend | [ 107 ]         |
| 2025 | Anime Trending Awards                | Girl of the Year                                   | Kana Arima              | Ausstehend | [ 107 ]         |
| 2025 | Anime Trending Awards                | Supporting Boy of the Year                         | Melt Narushima          | Ausstehend | [ 107 ]         |
| 2025 | Anime Trending Awards                | Couple or Ship of the Year                         | Aqua & Kana             | Ausstehend | [ 107 ]         |